# 上雋郡
上雋郡，中国南北朝时设置的郡。
南朝梁大同五年（539年）置上雋郡，属郢州，治下雋县（今湖北通城县西北）。辖境约当今湖北省赤壁市及通城县、嘉鱼县等地。承圣三年（554年）改属雋州。南朝陈废除雋州，还属郢州。下辖下雋县、蒲圻县、沙阳县、乐化县。隋文帝开皇九年（589年）废上雋郡。四县合并为蒲圻县，属鄂州。